# 香港民意研究所
香港民意研究所（英語：Hong Kong Public Opinion Research Institute，簡稱香港民研、PORI），是一所定期進行民意調查的香港獨立民調機構，於2019年2月19日正式註冊為有限公司，同年5月4日正式營運，現任主席及行政總裁為香港大學退休助理教授鍾庭耀，副行政總裁為前香港理工大學應用社會科學系鍾劍華助理教授。該研究所前身是香港大學民意研究計劃。

## 歷史
香港民意研究所的前身是於1991年6月成立的香港大學民意研究計劃（簡稱「港大民研」），隸屬於香港大學社會科學學院社會科學研究中心，定期進行約25個項目，接近250條題目的定期調查，包括香港特首評分、政府民望、官員民望、最佳企業、六四事件和身份認同等題目，也進行社會指標調查，顯示言論自由、新聞自由、出版自由和結社自由等自由指標評分。2019年7月1日起，港大民研脫離港大社會科學學院獨立，成為一所獨立機構，改稱「香港民意研究所」，並繼續港大民研的民研工作，自負盈虧，曾任港大民研研究主任的鍾庭耀則擔任香港民研的領導，現時主要透過眾籌支持該研究所的研究工作。
2023年6月6日，香港民研原定在網上發佈「六四週年調查報告」，但同日宣布「因應相關政府部門經過風險評估後的建議」，而決定取消發佈。該調查共有11條問題，包括「你覺得北京學生係六四事件中做得對不對」、「你覺得中國政府處理六四事件做得對不對」、「你是否支持平反六四」、「你覺得應唔應該解散支聯會」、「六四前夕支聯會評分」、「同八九年比較，你覺得中國而家既人權狀況好左定差左」、「以你估計，三年後中國既人權狀況會好些定差些」、「你覺得香港人有冇責任推動中國既民主發展？」、「你覺得香港人有冇責任推動中國既經濟發展？」、「你覺得香港人應該推動中國既經濟發展多些定係民主發展多些」、「你覺得中國而家需要經濟發展多些定係民主發展多些？」香港民研未有進一步交代詳情，但表示會按照計劃改為在6月15日舉行新聞發布會，公布政府和部份官員的最新民望數字。
2025年2月13日，香港民研宣佈無限期擱置所有自費研究活動，包括自1992年開始的定期追蹤檢查及其近期開展的專題研究，未來或轉型或結業。

## 研究項目
香港民意研究所成立後即啟動「香港民研意見組群」項目，以發展兩種意見組群，一種為隨機抽樣的「香港市民代表組群」及「香港青年代表組群」，被抽樣的市民若承諾成為成員，研究所便會對其作出定期跟進及訪問；另一種為自發式「香港市民自結組群」及「香港青年自結組群」，研究所希望有市民自發上網登記成為成員，若登記成員數量達到1萬個後便會開始進行組群式研究工作。該計劃於2019年7月啟動後便向各組群訪問近期的各種實質社會問題，例如對港澳辦記者招待會和香港警方就遊行發出反對通知書的看法，以期望能最快能夠在半日內取得市民反應的科學數據，並作出跟進及互動。
2023年6月20日，香港民研在網站中「民研快訊：最新消息」宣布，經檢討後取消大約四之一的定期調查題目，不再公布八類民意調查及結果，而餘下題目的大約三分之一，亦會轉作內部參考、學術研究和付費服務之用，不作公開發表，包括回歸系列、身分認同、兩岸問題、世界視野、六四事件、議員評分、紀律部隊民望和部份社會指標。另外，香港民研表示將組織學術研究團隊，開發二次數據研究，並表示歡迎外界接洽，以合作開發或付費委托形式，合法地使用其尚未發表的數據，推動公民教育和數據先行的專業分析。

## 互動
2020年8月，香港民研行政總裁鍾庭耀開設Twitter帳戶與網民進行「你問我答」式互動，就有關民意調查的問題進行討論及解答。

## 事件
2024年12月24日，警方國安處公布新一輪通緝名單，包括前副行政總裁鍾劍華等6名海外港人，涉嫌煽動分裂國家和勾結外國勢力危害國家安全，透過不同平台鼓吹港獨，以及要求外國制裁中國和香港。懸紅100萬元通緝。
2025年1月13日，「香港民意研究所」主席及行政總裁鍾庭耀被警方國安處帶返警署助查，據悉是涉及協助在逃人士鍾劍華的案件。鍾劍華早前涉嫌「煽動分裂國家」及「勾結外國或者境外勢力危害國家安全」罪被國安處通緝。鍾庭耀被指與「香港民意研究所」前副行政總裁鍾劍華關係密切。同月23日，警方國安處人員將「香港民意研究所」兩名職員朱祖良及阮浠舜帶返警署調查，指兩人涉嫌協助國安逃犯鍾劍華
。同月27日，事隔兩周，警方國安處又採取行動，再次帶走鍾庭耀到灣仔警署協助調查，調查鍾庭耀有否向逃犯鍾劍華提供資金。

## 外部連結
- 香港民意研究所官方網站 （页面存档备份，存于）
- 香港民意研究所 YouTube